# Межгосударственный совет по стандартизации, метрологии и сертификации
Межгосударственный совет по стандартизации, метрологии и сертификации (англ. Euro-Asian Council for standardization, metrology and certification, EASC) — региональная организация по стандартизации и нормативной документации в странах СНГ

## История организации
Межгосударственный совет был учреждён 13 марта 1992 года в соответствии с межправительственным «Соглашением о проведении согласованной политики в области стандартизации, метрологии и сертификации». Документ был подписан главами правительств 10 государств в Москве, на заседании Совета глав правительств Содружества Независимых Государств. Спустя 2 года, к соглашению присоединилась Грузия (22 мая 1995 года) и Азербайджан (31 июля 1995 года).
В соответствии с резолюцией Совета Международной организации по стандартизации ISO 40/1995 от 14 сентября 1995 г., признан региональной организацией по стандартизации как Евро-Азиатский Совет по стандартизации, метрологии и сертификации (EASC).
По состоянию на 2023 год, Грузия продолжает быть участником соглашения, несмотря на выход из СНГ. 2 июня 2022 года, Украина направила Исполнительному комитету СНГ уведомление о выходе из соглашения, со 2 июня 2023 года её членство в МГС прекратится.

## Структура
Высшим органом МГС является заседание членов совета - представителей государственных органов Содружества по стандартизации. Заседания проводятся два раза в год в порядке очерёдности в государствах - участниках Соглашения. Руководство работой совета осуществляет Председатель. Функции председателя МГС выполняют поочередно руководители национальных органов по стандартизации, метрологии и сертификации. С 14 июля 2021 года, сроком на 2 года, Председателем избран ВРИО директора ЗАО «Национальный орган по стандартизации и метрологии» Республики Армения - Альберт Бабаян.
Рабочими органами МГС являются постоянно действующий секретариат в Минске, научно-технические комиссии, рабочие группы и органы по разработке стандартов — межгосударственные технические комитеты (МТК).
МГС во взаимодействии с Исполнительным комитетом Содружества Независимых Государств осуществляет координацию, вырабатывает и принимает решения по проведению согласованной политики в области гармонизации технических регламентов, стандартизации, метрологии и оценки (подтверждения) соответствия.

## Премия за достижения качества продукции и услуг
В 2005 году, Совет глав правительств СНГ утвердил Положение «О конкурсе на соискание Премии Содружества Независимых Государств за достижения в области качества продукции и услуг». Организационно-техническим регулятором конкурса был утверждён МГС СНГ.
Премия присуждается юридическим лицам любой организационно-правовой формы, осуществляющим производство продукции или оказывающим услуги. Не допускаются к участию юридические лица, занимающиеся производством вооружения и военной техники. Помимо этого, юридическое лицо обязательно должно быть зарегистрировано в любом государстве – участнике СНГ.
Согласно положению о конкурсе, премия присуждается один раз в два года на конкурсной основе организациям государств – участников СНГ за достижение значительных результатов в области качества продукции или услуги, обеспечение её безопасности, а также внедрение высокоэффективных методов управления качеством.
Премия присуждается по следующим номинациям:
- производство продукции производственного назначения;
- производство товаров народного потребления;
- производство продовольственных товаров и сельскохозяйственной продукции;
- услуги;
- признание делового совершенства (специальная номинация).

В каждом из вышеуказанных номинаций делится на три: номинация для организации с численностью работающих до 250 человек, с численностью работающих от 251 до 3000 человек и с численностью работающих более 3000 человек. Общее число лауреатов и дипломантов конкурса не должно превышать 36, но не более одного лауреата в каждой номинации.
Подведение итогов и награждение лауреатов проходит на заседаниях Экономического совета СНГ в Исполнительном комитете СНГ. Награды вручаются Председателем Экономического совета СНГ и Генеральным секретарем СНГ.
Лауреаты и дипломанты конкурса на соискание премии получают право использования эмблемы премии в рекламных целях в течение 3 лет после её присуждения.
Среди лауреатов премии: Коньячный завод «Арарат», Одесский кабельный завод, Российские железные дороги, Казхром, Тольяттинский Государственный университет, Омский нефтеперерабатывающий завод, Белорусский металлургический завод, Ереванский коньячный завод, Аэропорт Минск-2 и другие.